# Sphex brevipetiolus
Sphex brevipetiolus  (лат.) — вид роющих ос (Sphecidae). Австралия.

## Распространение
Австралия (Западная Австралия).

## Описание
Роющие осы крупного размера: длина тела около 3 см (самка). Основная окраска тела чёрная. От близких видов Sphex ermineus и Sphex corporosus отличается светло-оранжевыми жилками в основании крыла и выпуклым скутеллюмом со срединными вдавлением. Предположительно, как и другие члены рода Sphex своих личинок выкармливают парализованными насекомыми (ловят прямокрылых насекомых) и гнездятся в земле. Вид был впервые описан в 2015 году немецкими энтомологами Т. Дорфелем (Thorleif H. Dörfel) и М. Олем (Michael Ohl, Museum für Naturkunde, Берлин, Германия).